# Felizburgo
Felizburgo là một đô thị thuộc bang Minas Gerais, Brasil. Đô thị này có diện tích 593,962 km², dân số năm 2007 là 6687 người, mật độ 10,8 người/km².